# Le Baiser (chanson d'Indochine)
Pour les articles homonymes, voir Le Baiser.
Singles de Indochine
La Chevauchée des champs de blé Des fleurs pour Salinger
Pistes de Le Baiser
- Des fleurs pour Salinger
Le Baiser est un single d'Indochine extrait de l'album du même nom sorti en 1990.

## Classements par pays
| Pays   | Meilleure position |
| ------ | ------------------ |
| France | 23                 |

## Reprise
- La chanteuse québécoise Jorane a repris cette chanson sur son disque Une sorcière comme les autres, en 2011.